# Kīzān Darreh
Kīzān Darreh (persiska: كيزون دَرِّه, كيزان درّه, Kīzūn Darreh) är en ort i Iran.   Den ligger i provinsen Lorestan, i den centrala delen av landet, 300 km sydväst om huvudstaden Teheran. Kīzān Darreh ligger 2 094 meter över havet och antalet invånare är 148.
Terrängen runt Kīzān Darreh är kuperad åt nordost, men åt sydväst är den bergig. Runt Kīzān Darreh är det glesbefolkat, med 17 invånare per kvadratkilometer. Närmaste större samhälle är Khāk Beh Tīyeh, 11,0 km nordost om Kīzān Darreh. Trakten runt Kīzān Darreh består i huvudsak av gräsmarker.